# Damernas +75 kg i tyngdlyftning vid olympiska sommarspelen 2004
Damernas tävling i +75-kilosklassen i tyngdlyftning vid olympiska sommarspelen 2004 hölls den 19 augusti i Nikaia Olympic Weightlifting Hall i Aten.

## Tävlingsformat
Varje tyngdlyftare får tre försök i ryck och stöt. Deras bästa lyft i de båda kombineras till ett totalt resultat. Om någon tävlande misslyckas att få ett godkänt lyft, så blir de utslagna. Ifall två tyngdlyftare hamnar på samma resultat, är idrottaren med lägre kroppsvikt vinnare.

## Rekord
Innan tävlingen var följande rekord gällande.
| Världsrekord     | Ryck   | Ding Meiyuan (CHN)  | 137,5 kg | Vancouver, Kanada  | 21 november 2003  |
| Världsrekord     | Stöt   | Tang Gonghong (CHN) | 175,0 kg | Almaty, Kazakstan  | 11 april 2004     |
| Världsrekord     | Totalt | Tang Gonghong (CHN) | 302,5 kg | Almaty, Kazakstan  | 11 april 2004     |
| Olympiskt rekord | Ryck   | Ding Meiyuan (CHN)  | 135,0 kg | Sydney, Australien | 22 september 2000 |
| Olympiskt rekord | Stöt   | Ding Meiyuan (CHN)  | 165,0 kg | Sydney, Australien | 22 september 2000 |
| Olympiskt rekord | Totalt | Ding Meiyuan (CHN)  | 300,0 kg | Sydney, Australien | 22 september 2000 |

## Resultat
| Pl. | Idrottare                     | Grupp | Kroppsvikt | Ryck (kg) | Ryck (kg) | Ryck (kg) | Ryck (kg) | Stöt (kg) | Stöt (kg) | Stöt (kg) | Stöt (kg) | Totalt |
| Pl. | Idrottare                     | Grupp | Kroppsvikt | 1         | 2         | 3         | Resultat  | 1         | 2         | 3         | Resultat  | Totalt |
| --- | ----------------------------- | ----- | ---------- | --------- | --------- | --------- | --------- | --------- | --------- | --------- | --------- | ------ |
| 1   | Tang Gonghong (CHN)           | A     | 119,52     | 122,5     | 122,5     | 127,5     | 122,5     | 172,5     | 172,5     | 182,5     | 182,5     | 305,0  |
| 2   | Jang Mi-ran (KOR)             | A     | 113,34     | 125,0     | 130,0     | 132,5     | 130,0     | 165,0     | 170,0     | 172,5     | 172,5     | 302,5  |
| 3   | Agata Wróbel (POL)            | A     | 124,68     | 125,0     | 130,0     | 132,5     | 130,0     | 160,0     | 167,5     | 170,0     | 160,0     | 290,0  |
| 4   | Viktória Varga (HUN)          | A     | 93,69      | 125,0     | 127,5     | 130,0     | 127,5     | 152,5     | 155,0     | 162,5     | 155,0     | 282,5  |
| 5   | Viktorija Shajmardanova (UKR) | A     | 88,14      | 122,5     | 127,5     | 130,0     | 130,0     | 150,0     | 150,0     | 150,0     | 150,0     | 280,0  |
| 6   | Cheryl Haworth (USA)          | A     | 131,95     | 125,0     | —         | —         | 125,0     | 150,0     | 152,5     | 155,0     | 155,0     | 280,0  |
| 7   | Olha Korobka (UKR)            | A     | 156,19     | 125,0     | 125,0     | 130,0     | 125,0     | 155,0     | 160,0     | 167,5     | 155,0     | 280,0  |
| 8   | Vasiliki Kasapi (GRE)         | A     | 120,57     | 120,0     | 125,0     | 125,0     | 125,0     | 145,0     | 150,0     | 152,5     | 152,5     | 277,5  |
| 9   | Carmenza Delgado (COL)        | A     | 94,37      | 120,0     | 120,0     | 120,0     | 120,0     | 145,0     | 150,0     | 150,0     | 150,0     | 270,0  |
| 10  | Manuela Rejas (PER)           | A     | 108,52     | 90,0      | 92,5      | 95,0      | 95,0      | 122,5     | 125,0     | 125,0     | 125,0     | 220,0  |
| 11  | Reanna Solomon (NRU)          | A     | 136,85     | 90,0      | 95,0      | 95,0      | 95,0      | 122,5     | 122,5     | 125,0     | 125,0     | 220,0  |
| 12  | Ivy Shaw (FIJ)                | A     | 83,70      | 80,0      | 85,0      | 90,0      | 85,0      | 100,0     | 100,0     | 110,0     | 100,0     | 185,0  |

## Nya rekord
| Stöt   | 172,5 kg | Tang Gonghong (CHN) | OR |
| Stöt   | 182,5 kg | Tang Gonghong (CHN) | WR |
| Totalt | 302,5 kg | Jang Mi-ran (KOR)   | OR |
| Totalt | 305,0 kg | Tang Gonghong (CHN) | WR |